# Чирихин, Юрий Дмитриевич
Юрий Дмитриевич Чирихин (1898—1943) — русский арктический гидрограф.

## Биография
Родился в 1898 году в Казани.
В 1917 году окончил Морской кадетский корпус. В 1920—1921 годах принимал участие в первой советской полярной гидрографической экспедиции в восточной Арктике.
После Гражданской войны в России, с целью налаживания товарообмена между западными и восточными районами Заполярья, в Советской России стояла задача обследования устья реки Лены и выяснения возможности судоходства по ней. Юрий Чирихин участвовал в двухлетних изысканиях по Лене на гребных шлюпках и пароходах. Так близ бухты Тикси у речки Сого было обнаружено месторождение хорошо горевшего угля, составлены картографические атласы Лены и её дельты. В дальнейшем материалы экспедиции были использованы при закладке порта Тикси. Ближайшим помощником Юрия Чирихина в этих работах был другой известный русский гидрограф — П. К. Хмызников.
В 1926 году в составе экспедиции Полярной комиссии АН СССР, Чирихин обследовал район Маточкина Шара. Участвовал в создании на островах и побережье восточного сектора Арктики полярных гидрометеорологических станций. Летом 1927 года возглавил специальный морской отряд, который на шхуне «Полярная звезда» доставил на мыс Шалаурова острова Большой Ляховский строительные материалы и необходимое для наблюдений оборудование.
В 1928—1929 годах Ю. Д. Чирихин возглавлял отряд Якутской экспедиции АН СССР, который обследовал реку Индигирку и её устье. Результатом работ были Чирихина и его помощника М. А. Головачева стали лоции и атлас Индигирки. В 1930-е годы Чирихин жил в Якутске и работал в гидрографическом отделе Якутского территориального управления Главного управления Северного морского пути.
15 декабря 1937 года был арестован вместе с Хмызниковым НКВД Якутской АССР по якобы японскому шпионскому делу, и Постановлением Особого совещания при НКВД СССР 2 сентября 1940 года был осуждён на пять лет лагерей, где умер в 1943 году. Был реабилитирован в феврале 1960 года военным трибуналом Забайкальского военного округа.

## Память
Именем Чирихина в 1964 году был назван пролив в Карском море между островами Плоский и Олений в шхерах Минина.